# Oxypoda vittata
Oxypoda vittata är en skalbaggsart som beskrevs av Johann Christian Friedrich Märkel 1842. Oxypoda vittata ingår i släktet Oxypoda, och familjen kortvingar. Arten är reproducerande i Sverige.